# Forum for Democratic Change
Forum for Democratic Change (zu deutsch: Forum für Demokratischen Wandel) ist eine ugandische im Jahr 2004 gegründete Partei. Sie wurde von Kizza Besigye gegründet und ist die stärkste Oppositionspartei. Bei der Präsidentschaftswahl 2006 bekam Besigye nur 37,36 Prozent und bei der Wahl im Jahr 2011 kam er auf 26,01 Prozent. Besigye sprach daraufhin von Wahlbetrug und rief zu einem Aufstand auf. Ein bekannter Slogan der Partei ist One Uganda, one people!.